# 의령 가막산 봉수대
의령 가막산 봉수대(宜寧 可莫山 烽燧臺)는 대한민국 경상남도 의령군 정곡면에 있는 봉수대이다. 2000년 8월 31일 경상남도의 기념물 제228호로 지정되었다.

## 현지 안내문
가막산 서쪽 정상부에 위치하고 있는 가막산봉수대는 동남쪽으로 함안의 파산봉수대와 남강과 낙동강이 만나는 지점, 그리고 서북쪽으로 미타산봉수대를 바라보고 있다.
봉수대는 자연석을 이용하여 높이 30㎝ 정도로 3∼4단을 쌓아 타원형의 석축을 만들었음이 확인되며, 주위에서는 토기, 기와, 자기 조각 등이 많이 보인다. 화덕과 연기를 피워 올리던 시설 등 중심 시설은 후대에 많이 훼손되어 확인할 수 없다. 봉수대 석축에서 약 6m 떨어진 1단 아래 지점에 당시 봉수군이 사용한 막사시설로 추정되는 건물터가 있다.
조선시대 봉수대 연구에 중요한 학술적 자료이다.

## 같이 보기
- 함안 파산 봉수대

## 참고 자료
- 의령 가막산 봉수대 - 국가유산청 국가유산포털